# 青山和夫 (考古学者)
青山 和夫（あおやま かずお、1962年11月7日 ‐ ）は、日本の考古学者、茨城大学教授。博士(人類学)(ピッツバーグ大学)。

## 経歴
1962年、京都市で生まれた。東北大学文学部考古学科で学び、1985年に卒業。ピッツバーグ大学大学院に留学し、修士課程、1996年に博士課程を修了。
1997年、茨城大学人文学部助教授に就いた。2006年に教授昇格。学界では、2023年より古代アメリカ学会会長を務めている。

## 受賞・栄典
- 2008年：日本学士院学術奨励賞を受賞。

## 研究内容・業績
専門は考古学で、アメリカ大陸をフィールドとして調査研究を行っている。1986年からホンジュラス・エントラーダ地域、コパン谷、グアテマラのアグアテカ遺跡とセイバル遺跡でマヤ文明の調査に従事。

## 著作
著書
- 『古代マヤ石器の都市文明』京都大学学術出版会(学術選書 諸文明の起源) 2005
- 『古代メソアメリカ文明：マヤ・テオティワカン・アステカ』講談社選書メチエ 2007
- 『"謎の文明"マヤの実像にせまる 歴史再発見』NHK出版(NHKシリーズ. カルチャーラジオ) 2012
- 『マヤ文明：密林に栄えた石器文化』岩波新書 2012

共編著
- 『メソアメリカの考古学』(世界の考古学) 猪俣健共著、同成社 1997
- 『岩波アメリカ大陸古代文明事典』関雄二共編著、岩波書店 2005
- 『古代アメリカ文明：アステカ・マヤ・インカ』増田義郎共著、山川出版社(世界歴史の旅) 2010

訳書
- 『新しい考古学と古代マヤ文明』ジェレミー・A.サブロフ（英語版）著、新評論 1998
- 『マヤ文明の興亡』J.エリック・S.トンプソン著、新評論 2008